# Fira de Minerals i Gemmes de Tucson

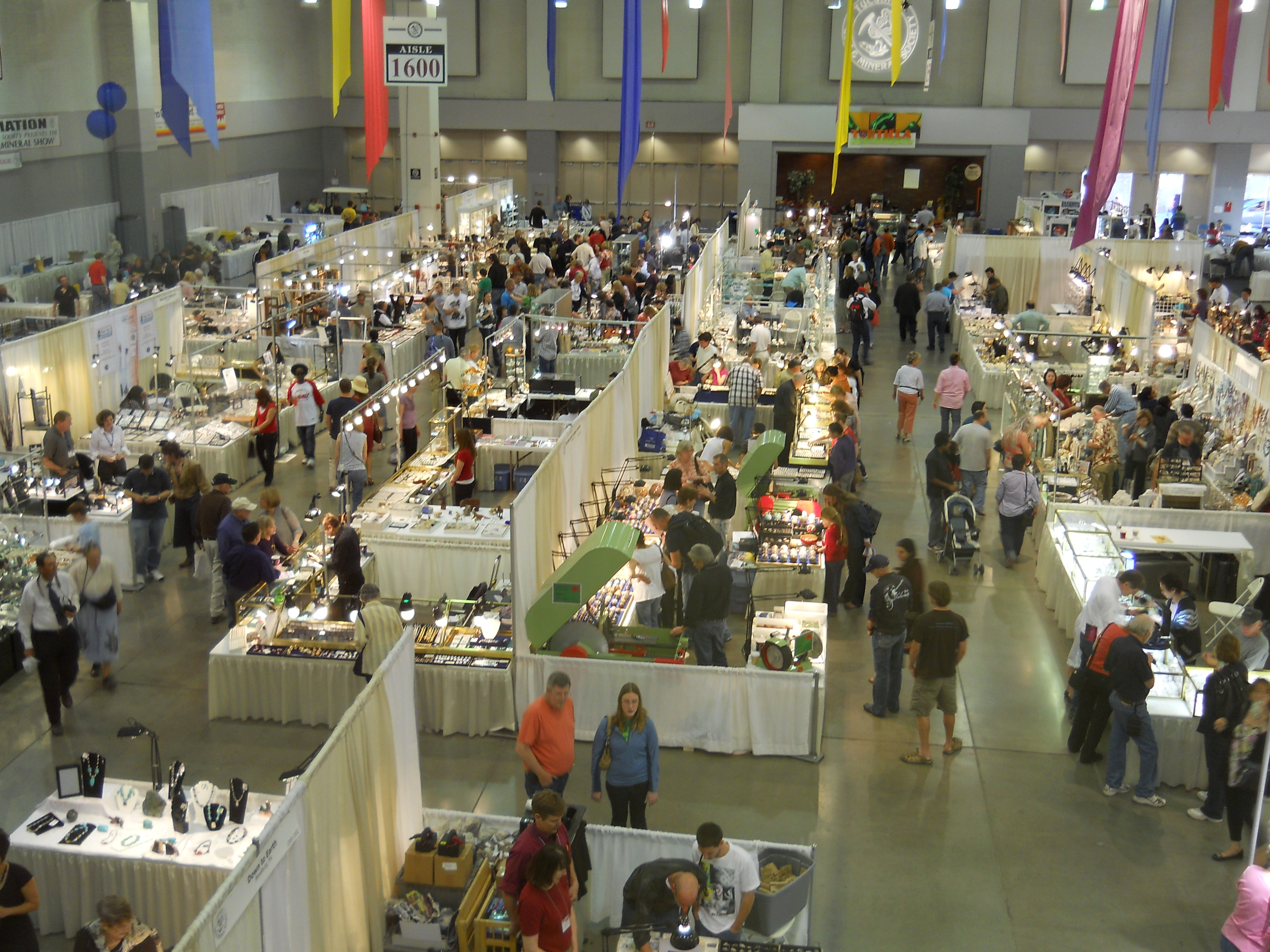
Vista general de la Fira de minerals de Tucson de 2011

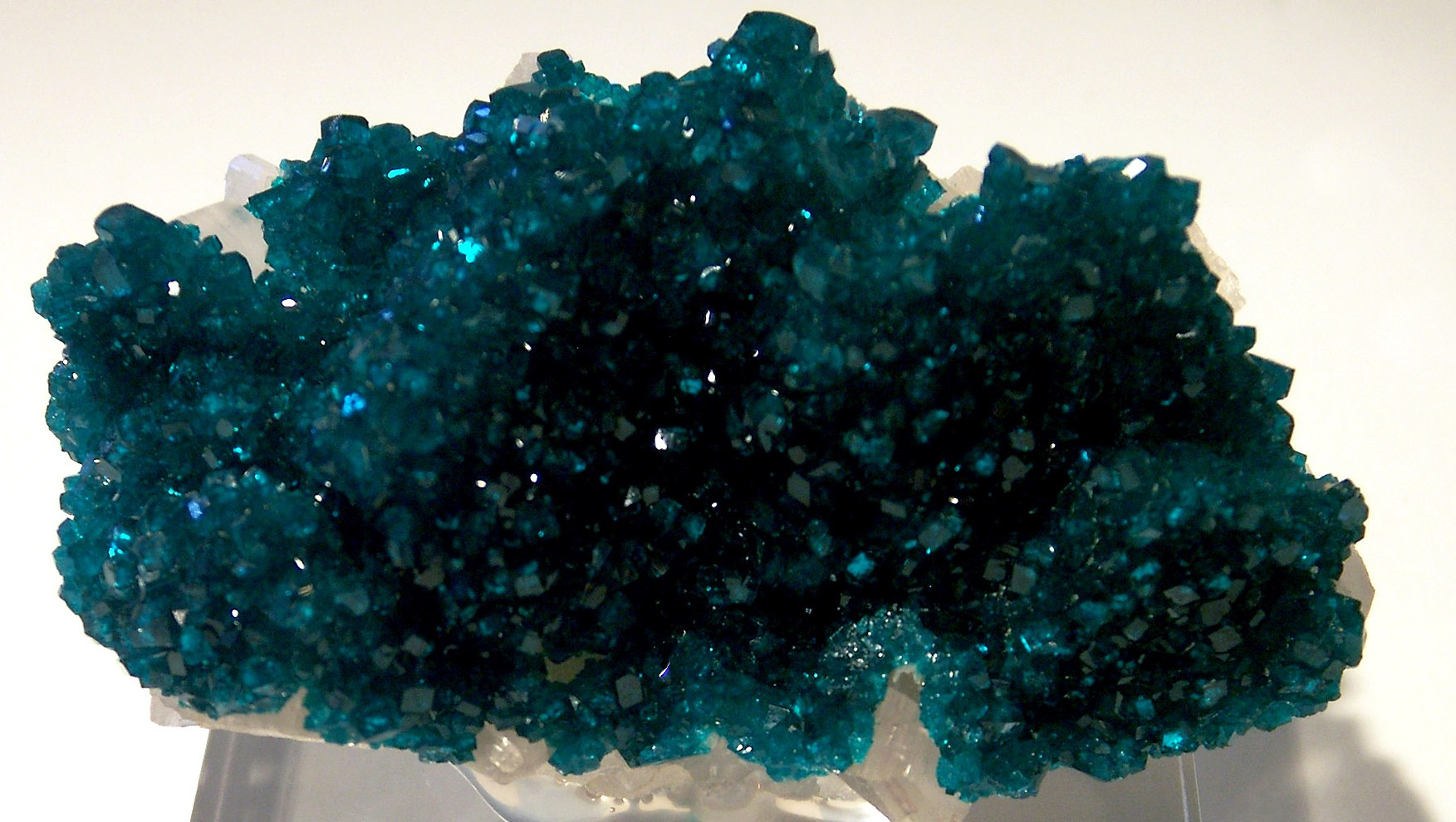
Dioptasa a la Fira de minerals de Tucson de 2007

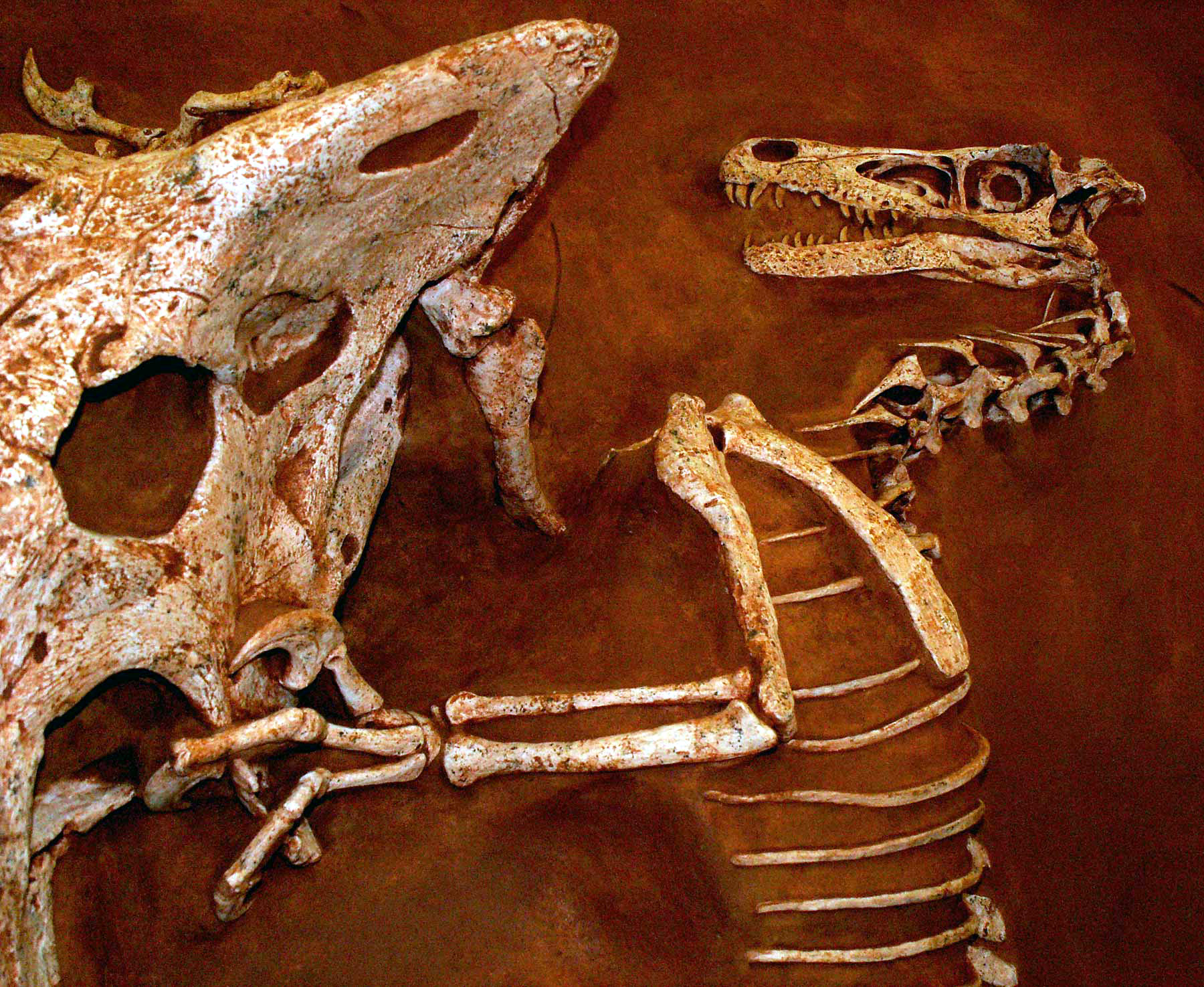
Rèpliques de fòssils de Protoceratops i Velociraptor a la Fira de minerals de Tucson de 2007

La Fira de Minerals i Gemmes de Tucson (en anglès: Tucson Gem & Mineral Show) és una de les principals fires de minerals i fòssils del món. L'esdeveniment se celebra anualment a finals de gener, en aproximadament de 35 a 40 localitzacions diferents al llarg de la ciutat de Tucson a Arizona (EUA). La majoria de les exposicions estan obertes al públic en general, excepte certes exposicions on cal registrar-se com a comerciant. No hi ha un únic lloc d'exposició per a gemmes, minerals i fòssils, sinó que els venedors ocupen dotzenes de llocs: molts hotels i motels són ocupats per aquesta ocasió pels professionals mostrant els seus minerals en espais com ara habitacions d'hotel, vestíbuls, carpes o jardins.
La principal exposició de la fira és l'Exposició de Pedres Precioses i Minerals de Tucson produït per la Societat de Pedres Precioses i Minerals de Tucson (en anglès: Tucson Gem and Mineral Society). Aquesta exposició s'ha celebrat anualment des de 1954 i ara ocupa 16.500 metres quadrats del Centre de Convencions de Tucson.